# Extreme Smoke 57
Extreme Smoke 57 so bili prva grindcore skupina v Sloveniji. Formirali so se leta 1990 v Novi Gorici. Na glasbo Extreme Smoke 57 so vplivale skupine Napalm Death, Sore Throat, Fear of God, Seven Minutes of Nausea ter Agathocles. Člani so igrali v različnih grindcore/crust/drone/noise/hardcore skupinah in sicer v Patareni, Cadlag, PureH, Mozak, Trdoživi, Strobodeath, Ear Slaughter, Diarrhoea, Absent Minded, Deeper Than World, Panic Overdose ter Psihoza.  Extreme Smoke 57 so razpadli leta 1992, vendar se je skupina reformirala leta 2008.
Od svojega povratka je skupina nastopila na nekaterih priznanih evropskih glasbenih festivalih, med drugim tudi na Metaldays, Obscene Extreme, EXIT-u ter Punk Rock holiday. Njihov zadnji studijski material, "Corruption deteriorates", je bil izdan januarja 2016 v samozaložbi.

## Člani
- Miha - kitara
- Edi - kitara
- Boco - vokal
- Briljo - bas kitara
- Gaber - bobni

## Diskografija

### Pomembnejše izdaje
- 1992 - Open Your Eyes...and Die! (kaseta, Wild Rags Records)
- 1992 - split  7" EP s Sexorcist (Sicktone Records)
- 1993 - Extreme Smoke (7" EP, Psychomania Records)
- 1996 - Who Sold the Scene?! (7" EP, T.V.G. Records)
- 2012 - split  7" EP s H-incident (Grindfather Production Records)
- 2013 - split  7" EP z Deca debilane (Debila Records)
- 2014 - split 7" EP z Dva minuta dreka (Grind Block Records)
- 2014 - Who Sold the Scene?! Live (Mini-DVD, Pharmafabrik Recordings)[3]
- 2016 - Corruption deteriorates (10" LP, D.I.Y.)[4]